# Shawn Morelli
Pour les articles homonymes, voir Morelli.
Shawn Morelli, née le 29 mars 1976 à Greenville (Pennsylvanie), est une coureuse cycliste handisport américaine concourant en WC4. Elle est triple championne paralympique en cyclisme sur route.

## Biographie
Elle est diplômée du Marion Military Institute (en) en 1996 puis de l'université d'État de Pennsylvanie en 1998 et de l'université Webster (en) en 2001.
Membre de l'United States Army, elle participe aux guerres d'Irak et d'Afghanistan en tant que Second Lieutenant. Alors qu'elle est déployée en Afghanistan en 2007, elle est blessée par une bombe qui lui laisse un traumatisme crânien et de graves dommage à la colonne vertébrale et au cou. Elle devient également aveugle de l'œil gauche. Elle est démobilisée avec le titre de Major.

## Carrière
Elle commence le cyclisme en compétition en 2012. Entre 2015 et 2019, elle rafle 15 médailles — 12 en or, 2 en argent et une en bronze — aux Mondiaux de cyclisme handisport.
En 2016, pour ses premiers Jeux, elle remporte deux médailles d'or, sur le contre-la-montre et la poursuite individuelle.
Lors du premier jour des Jeux paralympiques d'été de 2020, Morelli remporte la première médaille de l'équipe américaine en terminant 2e de la poursuite C4 derrière l'Australienne Emily Petricola. Quelques jours plus tard, elle conserve son titre paralympique sur le contre-la-montre C4 en 39 min 33 s 79.

## Palmarès

### Jeux paralympiques
- médaille d'or du contre-la-montre C4 aux Jeux paralympiques d'été de 2016 à Rio de Janeiro
- médaille d'or de la poursuite individuelle C4 aux Jeux paralympiques d'été de 2016 à Rio de Janeiro
- médaille d'or du contre-la-montre C4 aux Jeux paralympiques d'été de 2020 à Tokyo
- médaille d'argent de la poursuite individuelle C4 aux Jeux paralympiques d'été de 2020 à Tokyo